# Oleksandr Prevar
Oleksandr Prevar, né le 28 juin 1990 à Vinnytsia, est un coureur cycliste ukrainien.

## Palmarès et résultats

### Palmarès par année
- 2011
  - 3e du championnat d'Ukraine sur route espoirs
- 2012
  - 2e étape du Sibiu Cycling Tour (contre-la-montre par équipes)
- 2014
  - 3e de la Coupe des Carpates
- 2016
  - Odessa Grand Prix
  - 3e du championnat d'Ukraine du contre-la-montre
- 2017
  - 2e étape du Tour d'Ukraine (contre-la-montre par équipes)
  - Horizon Park Classic
  - 3e du championnat d'Ukraine du contre-la-montre
- 2018
  - 2e étape du Tour de Szeklerland
  - 2e du Tour de Szeklerland
- 2022
  - Grand Prix Yahyalı
  - 3e du Grand Prix Erciyes
- 2023
  - Tour of Tea Horse Road
- 2024
  - Sanmenxia Along the Yellow River  :
    - Classement général
    - 1re étape

### Classements mondiaux
| Année                                 | 2010  | 2011 | 2012  | 2013 | 2014 | 2015 | 2016 | 2017 | 2018 | 2019  | 2020  | 2021  | 2022 | 2023 | 2024  |
| ------------------------------------- | ----- | ---- | ----- | ---- | ---- | ---- | ---- | ---- | ---- | ----- | ----- | ----- | ---- | ---- | ----- |
| Classement mondial                    |       |      |       |      |      |      | 857e | 590e | 875e | 1676e | 1777e | 2339e | 712e | nc   | 3306e |
| UCI Europe Tour                       | 1186e | 644e | 1021e | nc   | 480e | 604e | 549e | 331e | 553e | 1109e | 1312e | 1561e | 547e | nc   | nc    |
| UCI Asia Tour                         | nc    | 312e | nc    | nc   | 291e | nc   | nc   | nc   | 502e |       |       |       |      |      |       |
|                                       |       |      |       |      |      |      |      |      |      |       |       |       |      |      |       |
| Légende : nc = non classéSource : UCI |       |      |       |      |      |      |      |      |      |       |       |       |      |      |       |